# Hookeriopsis incurva
Hookeriopsis incurva là một loài Rêu trong họ Hookeriaceae. Loài này được (Hornsch.) Broth. mô tả khoa học đầu tiên năm 1907.